# Spring Brook (Wisconsin)
Spring Brook es un pueblo ubicado en el condado de Dunn en el estado estadounidense de Wisconsin. En el Censo de 2010 tenía una población de 1.558 habitantes y una densidad poblacional de 9,72 personas por km².

## Geografía
Spring Brook se encuentra ubicado en las coordenadas 44°48′25″N 91°44′30″O / 44.80694, -91.74167. Según la Oficina del Censo de los Estados Unidos, Spring Brook tiene una superficie total de 160.3 km², de la cual 157.38 km² corresponden a tierra firme y (1.82%) 2.92 km² es agua.

## Demografía
Según el censo de 2010, había 1.558 personas residiendo en Spring Brook. La densidad de población era de 9,72 hab./km². De los 1.558 habitantes, Spring Brook estaba compuesto por el 95.57% blancos, el 0.06% eran afroamericanos, el 0.19% eran amerindios, el 2.63% eran asiáticos, el 0% eran isleños del Pacífico, el 1.03% eran de otras razas y el 0.51% pertenecían a dos o más razas. Del total de la población el 1.93% eran hispanos o latinos de cualquier raza.